# Zytglogge
A Zytglogge egy középkori torony az UNESCO világörökség részét képező berni óvárosban. Szerepel a svájci nemzeti kultúrkincsek leltárában is. A 13. században épült és szolgált már őrtoronyként, börtönként és óratoronyként is. Története során többször megváltoztatták a díszítését, valamint többször felújították és átalakították.

## Története

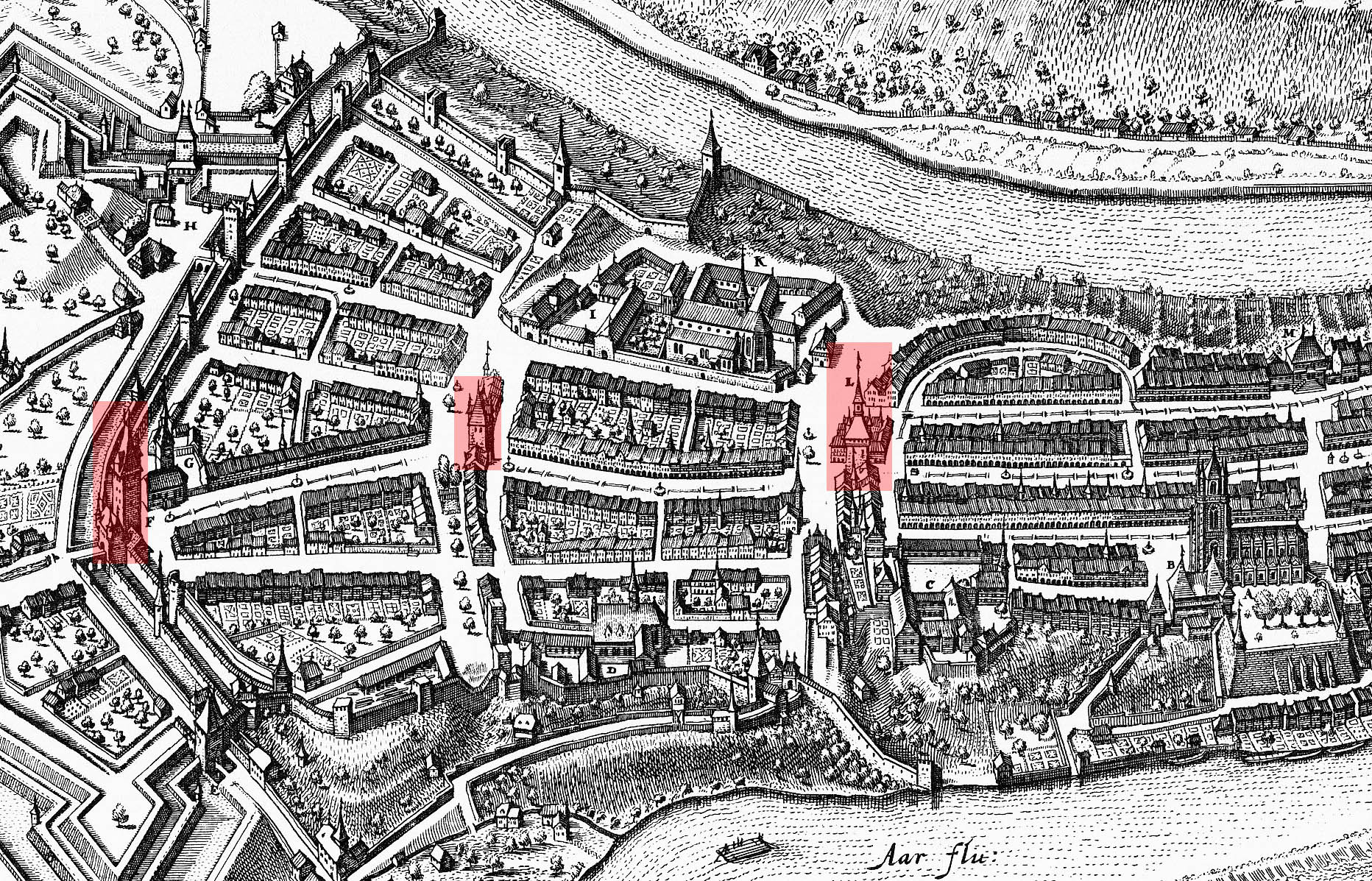
Bern 1638-ban a három
középkori őrtoronnyal. Balról jobbra: Christoffelturm, Käfigturm és Zytglogge.

1218–20 körüli építésekor a Zytglogge kaputoronyként működött Bern nyugati városfalában. Ez a városfal azt követően épült, hogy a város függetlenné vált a Római Birodalomtól és terjeszkedni kezdett nyugati irányba. Abban az időben a Zytglogge még csak 16 méter magas volt. Mikor 1270-75 között a város gyors növekedése miatt még nyugatabbra kellett tenni a városfalat (a Käfigturmig), akkor megnövelték a Zytgloggét 7 méterrel, hogy be lehessen róla látni a környező házakat.
1344–46 körül még nyugatabbra kellett tenni a városkaput a további terjeszkedés miatt egészen a mára megsemmisült Christoffelturmig. Ekkor alakították a Zytgloggét női börtönné, melynek jellemzően Pfaffendirnék lettek a lakói, azaz olyan nők, akiket egyházi személlyel való paráználkodásért ítéltek el. Az épület ekkor kapott először magastetőt.

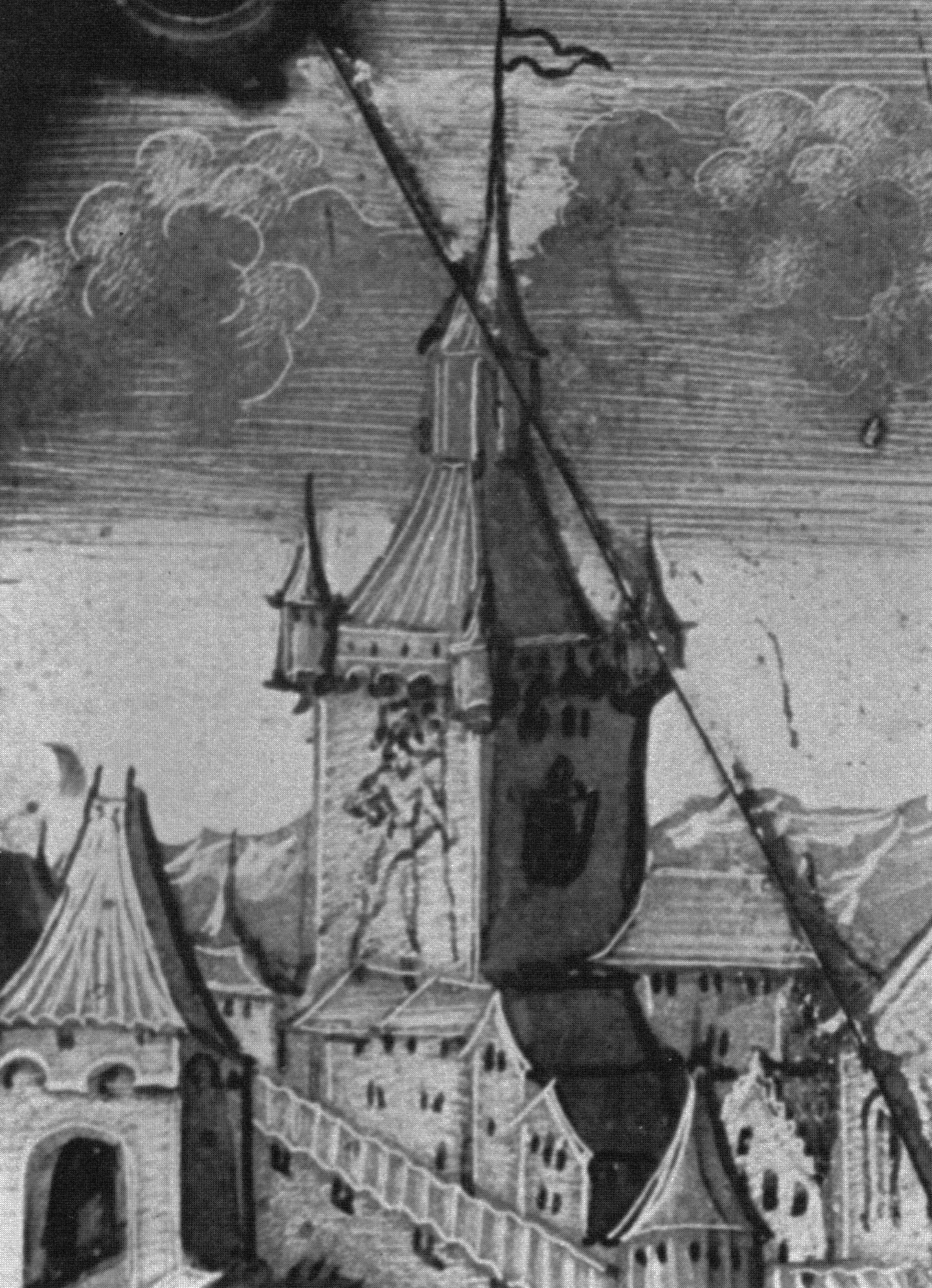
Üvegfestmény 1542-ből

Az 1405-ös nagy tűzvészben a torony teljesen kiégett. Szerkezeti sérüléseket szenvedett,
a javítás csak 1983-ban fejeződött be teljesen az utolsó restaurációval. A börtöncellákat a tűzvészt követően nem használták tovább és ekkor, a 15. század elején első ízben rögzítettek órát a toronyra. Ez az óra és a harangjáték adták a Zytglogge nevét. Berni német nyelven azt jelenti, hogy időharang.
15. század végén a Zytgloggét és a többi berni kaputornyot is kibővítették és burgundiai romantikus stílusban díszítették. A Zytglogge egy új lámpával, négy saroktornyocskával és címerdíszítésekkel gazdagodott. Feltehetően ekkor épült a lépcsőtorony is. A csillagászati órát is ekkor bővítették ki olyanra, ahogy ma is látható. 1527–30 között Kaspar Brunner teljesen újjáépítette az óraművet, a kapuba pedig boltív került, hogy biztos alapon álljon a nehéz gépszerkezet.

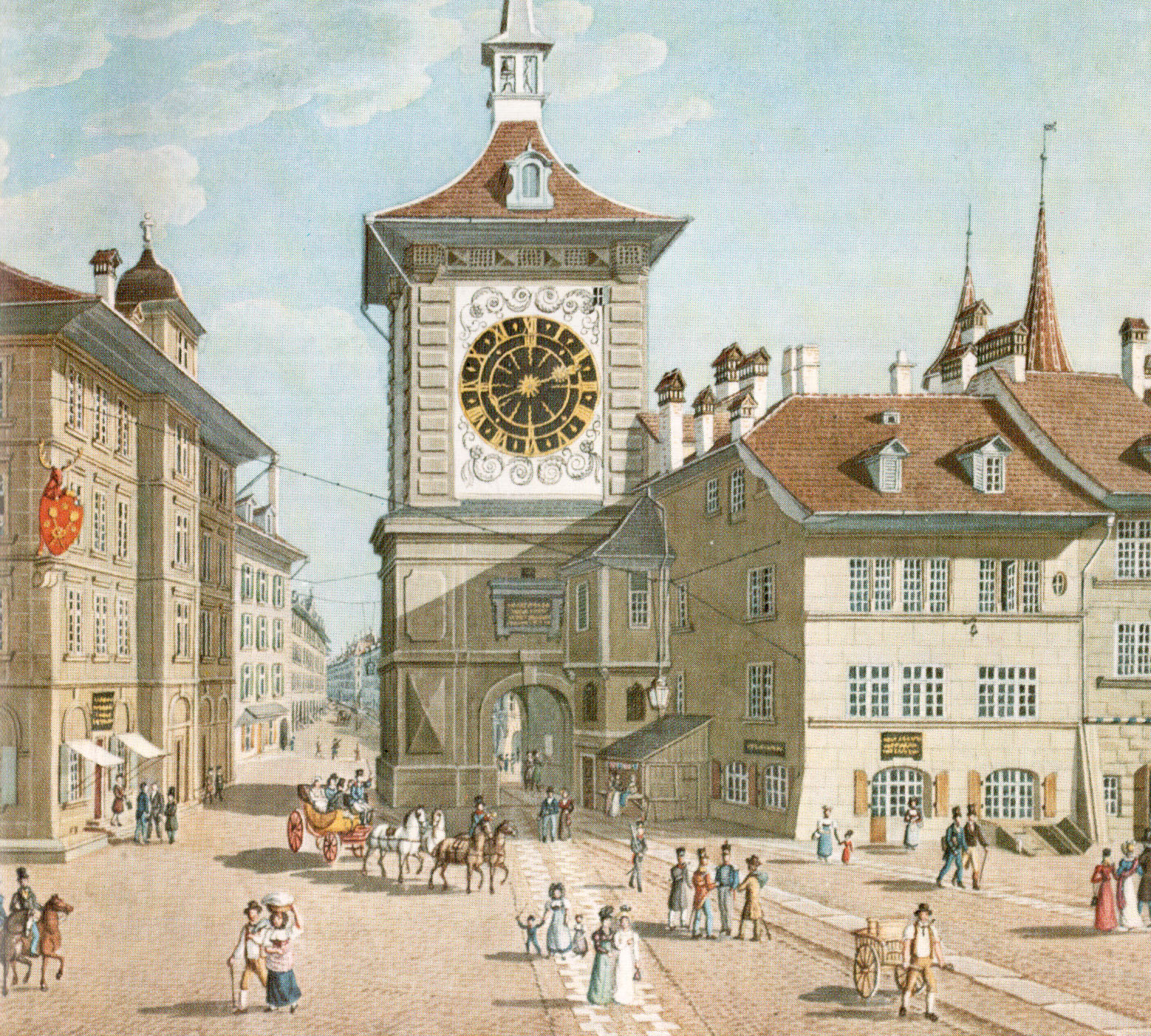
A Zytglogge nyugati homlokzata az 1770-es átalakítás után 1830-ban

A saroktornyocskákat valamivel 1603 előtt távolították el. 1607 és 1610 között Gotthard Ringgli és Kaspar Haldenstein átfestették a külső falakat, ekkor kerültek a keleti és a nyugati homlokzatokra a festett alakok. Niklaus Hebler és Ludwig Emanuel Zehnder renoválták az épületet 1770 és 1771 között, átalakították a szerkezetet a késő barokk ízlés szerint.
1890-ben mindkét homlokzatot újrafestette Rudolf von Steiger rokokó stílusban. Az idealizáló hisztoricizmus a huszadik században vesztett a népszerűségéből, és egy 1929-es verseny eredménye a 2012-ben is látható külső: a nyugati fronton Viktor Surbek „Az idő kezdete” című freskója látható, a keleti homlokzaton pedig az 1770-es állapotot állította vissza Kurt Indermühle. 1981–83 között a Zytgloggét egészében újra renoválták és teljesen visszaállították 1770-es kinézetét. Húsvéttól október végéig napnyugta után kivilágítják a tornyot.

### Név
Berni német nyelvű elnevezés a Zytglogge, ami irodalmi németben Zeitglocke, azaz időharang. Az időharang az egyik legrégebbi nyilvános időmérő eszköz volt, egy óraművel összekötött kalapácsból és egy harangból állt, és minden egész órakor ütött. Ilyen eszközt telepítettek már a Wendelsteinban, azaz a Leutkirche templom tornyában legkésőbb 1383-ban, hogy figyelmeztesse a harangozót, hogy mikor kell meghúzni a toronyharangot.
A Zytglogge nevet először 1413-ban jegyezték fel Korábban kebie (ketrec, azaz börtön) néven volt ismert, majd az 1405 utáni újjáépítést követően nüwer turm (új torony) lett.

## Külső

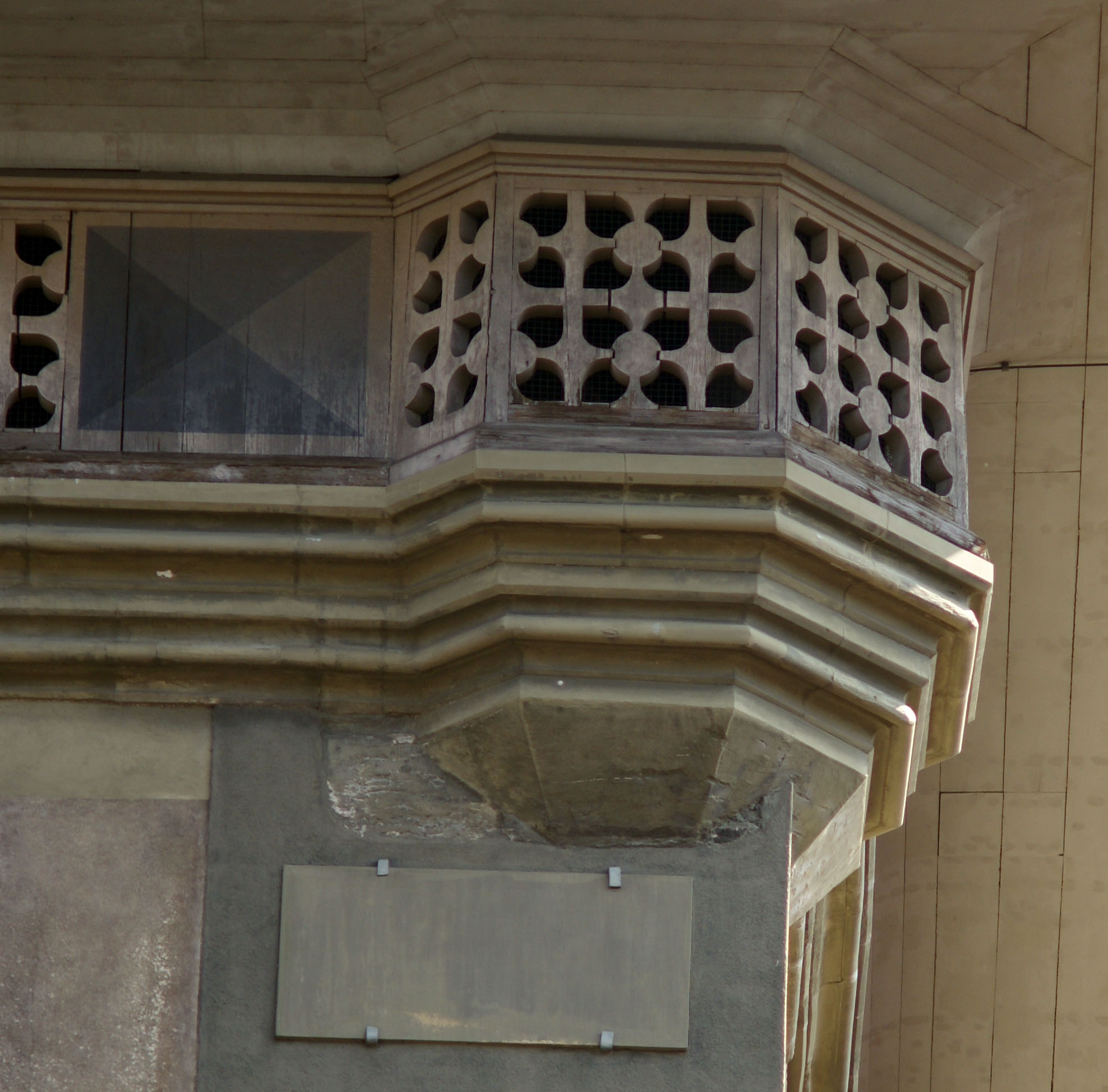
Gótikus, fémbevonatos fa sarokdísz a tető alatt

### Külső szerkezet
A Zytglogge teljes magassága 54,5 méter, a tetőszintig 24 méter. A téglalap alakú alap oldalai 11,2 és 10,75 méteresek. A falvastagság a nyugati oldalon, ahol a torony a városfal részét képezte, 260 cm, míg a keleti oldalon csak 65 cm .
A Zytglogge külsejét az 1770-es renoválás határozza meg. Csak a tető alatti késő gótikus sarokdísz és a lépcsőtorony tanúskodik a torony korábbi történetéről.
A torony alsó részét, a kétemeletes talapzatot, alpesi mészkő borítja. A felső rész, a háromemeletes toronyderék, burkolatát homokkő alkotja. A derékrész masszívnak látszó sarokkövei dekoratív elemek csupán, melyeket jól látható vaskampók tartanak össze. Még láthatóak a tető alatt a korábbi saroktornyocskák alapjai. A kétemeletes padlást késő gótikus vöröscserép fedi. A keletre és nyugatra néző toronyablakok tetején fenyőtobozos díszítésű urnák láthatók, melyeket 1983-ban rekonstruáltak 18. századi rajzok alapján.
1930 óta a torony felett ágaskodik a rézbevonatú fa csúcs, melyet egy aranyozott dudur és egy olyan szélkakas koronáz, amibe beledolgozták Bern címerének egy részletét. Ez a csúcs további 15 méterrel növeli a torony magasságát.

### Harangok és harangozók

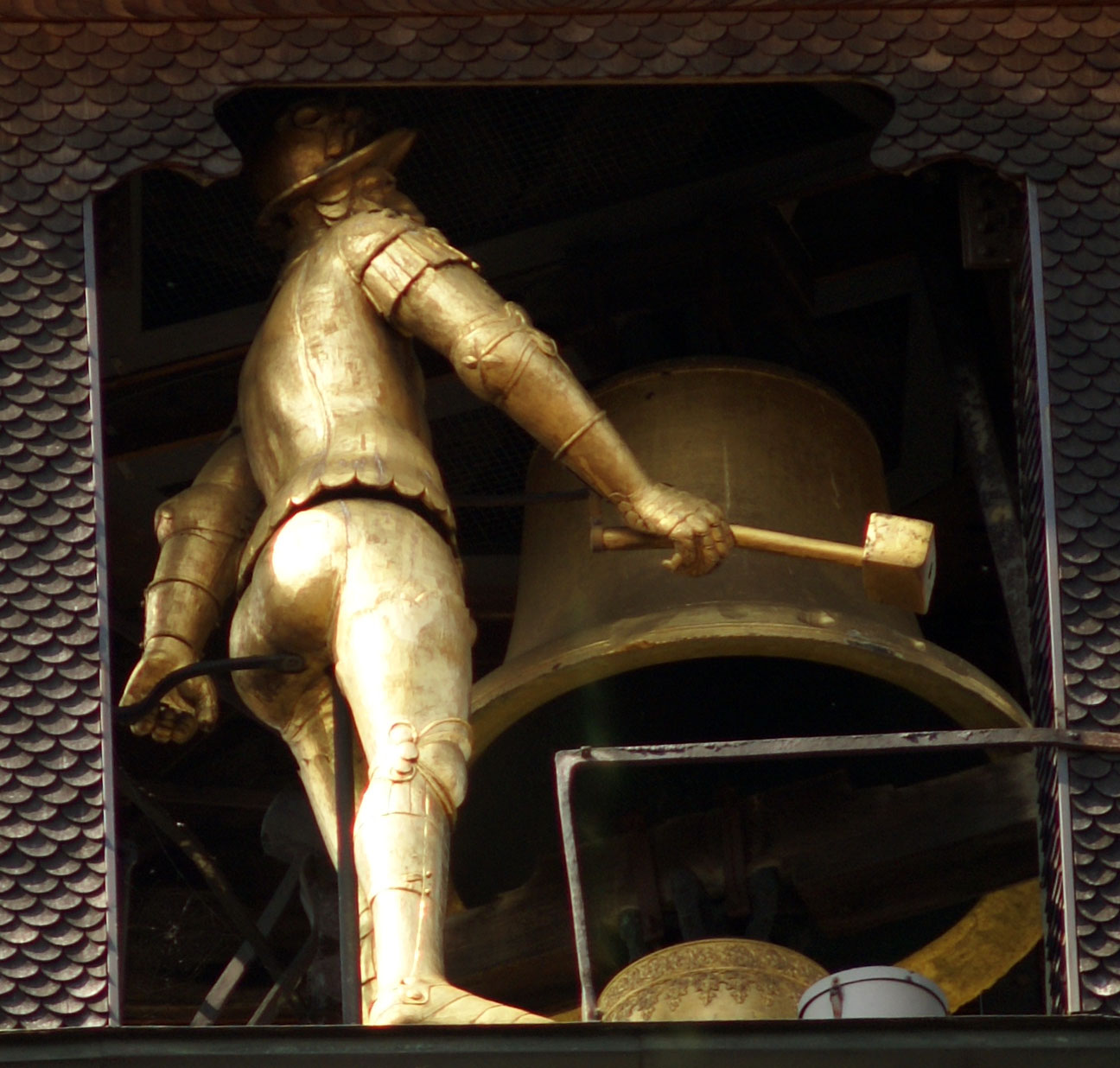
Aranyozott harang és harangozó figura

A torony névadó bronzharangjai a csúcs alatti kupolában függenek.
Johann Reber műve, a nagy harang az 1405 évi rekonstrukció óta változatlan. Átmérője 127 cm, tömege 1400 kg és 'e' zenei hangon kong. A harangba vésett latin nyelvű felirat is a készítés évét és a készítő nevét dokumentálja.
Amikor egész órakor kong a nagyharang, egy nagy méretű, az óramű által működtetett kalapács üti azt. A külső szemlélő egy aranyozott figurát lát, amint kalapáccsal üti a harangot. Az életnagyságúnál is nagyobb szakállas alak nem más mint Kronosz, az idő ógörög megszemélyesítése, de a helyiek egyszerűen Hans von Thann néven emlegetik.
Ezt az aranyozott fafigurát az idők során többször lecserélték, és a csillagászati óra 1530-as felújítása óta a Zytglogge fixtúrájának számít. A csillagászati óramű vezérli a figura mozgását. Az eredeti Kronosz feltehetően Albrecht von Nürnberg mester munkája, míg a mai Hans a barokk eredeti rekonstrukciója 1930-ból. A harangozót és a harangokat 1770-ben vonták be arannyal.
A nagy óraharang alatt van a kisebb, negyedórás harang, melyet szintén az óramű működtet. A jelenlegi kisharangot 1887-ben helyezték üzembe a megrepedt 1486-os harang helyén.

### Számlapok és homlokzatok

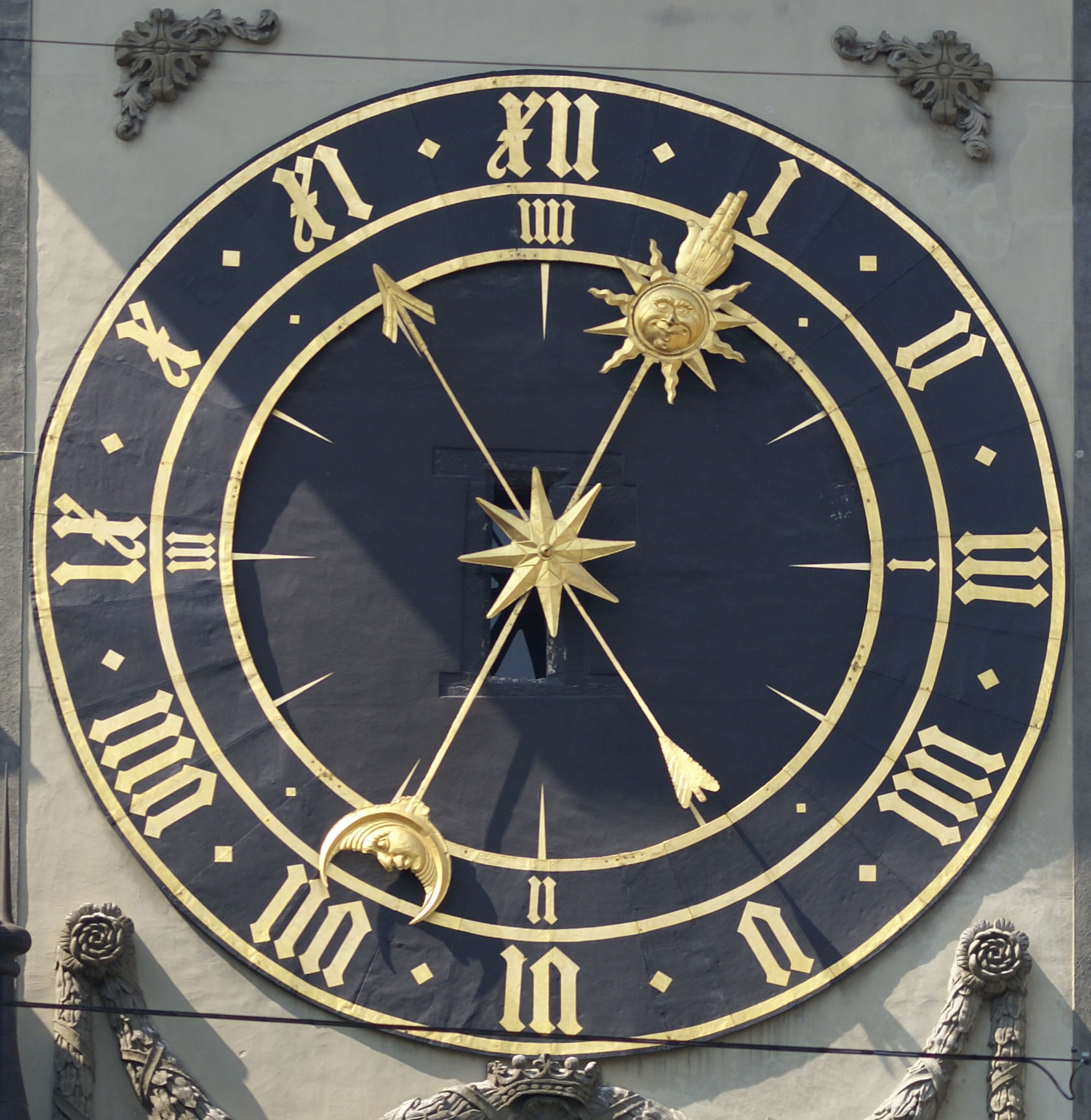
A keleti homlokzat

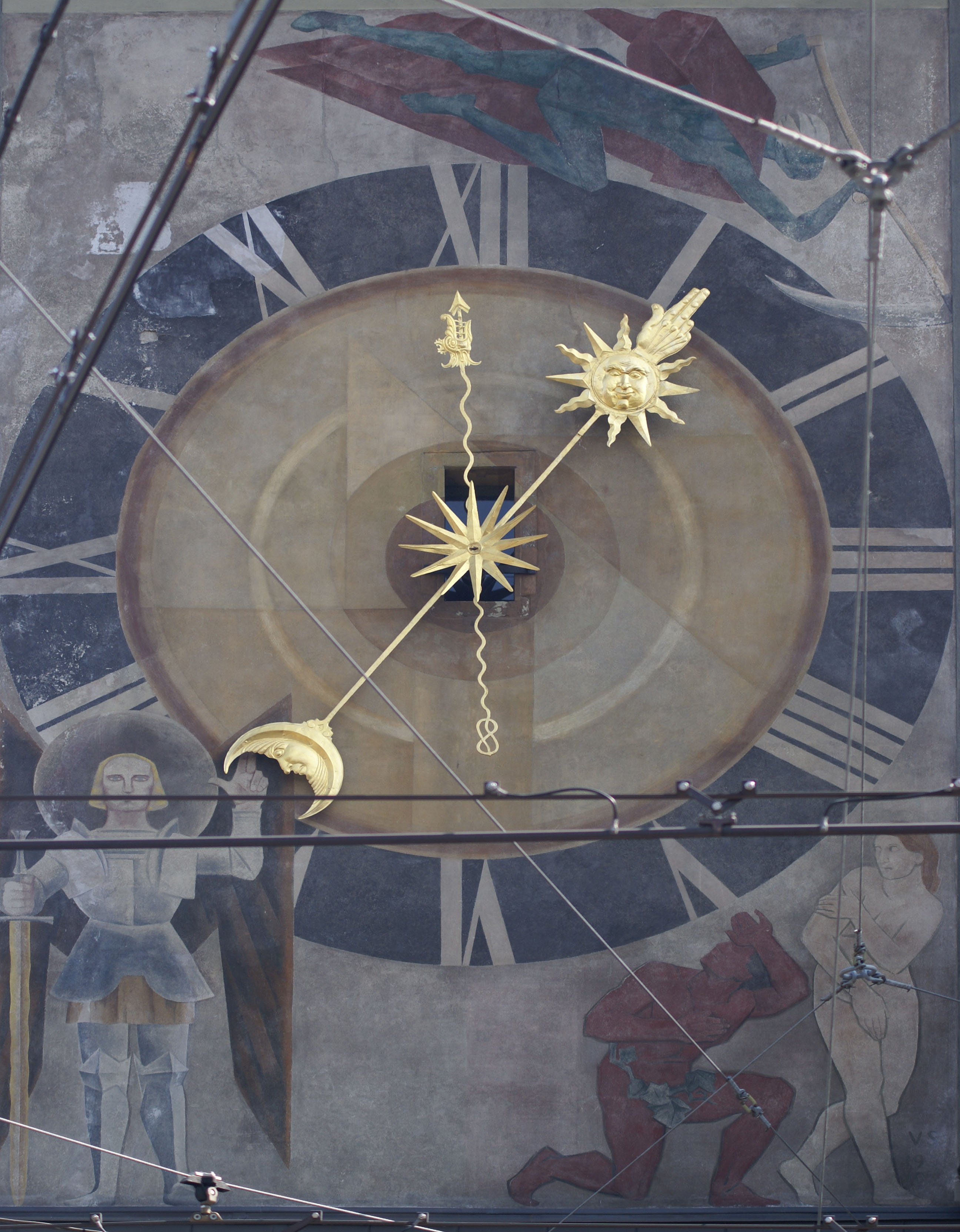
A nyugati homlokzat villamos felsővezetékekkel az előtérben

A két fő homlokzaton, tehát keleten és nyugaton hatalmas számlapok dominálják a látványt. A legelső számlap valószínűleg még a talapzaton volt, és a 15. századi átalakítás során tették fel a toronyderékra.
A keleti számlapon van egy külső gyűrű nagyméretű római számokkal, amin a nagymutató mutatja az órát. A belső gyűrűn mutatja a kismutató a percet. A nagymutatón lévő aranyozott nap a pozíciótól függetlenül mindig felfelé néz. A számlap alatt látható a várost alapító V. Zähringeni Berchtold idealizált profilképe. A számlap dekorációja időről időre változott, de 1983 óta lényegében az 1770-es képet tükrözi.
A nyugati számlap Viktor Surbek 1929-es freskójába épül be, az óramutatók viszont hasonlóak a keleti oldalhoz. A freskó az ókori görög Kronosz istent ábrázolja, alul pedig azt látni, amint egy angyal éppen kiüldözi Ádámot és Évát az édenkertből.

### A csillagászati óra

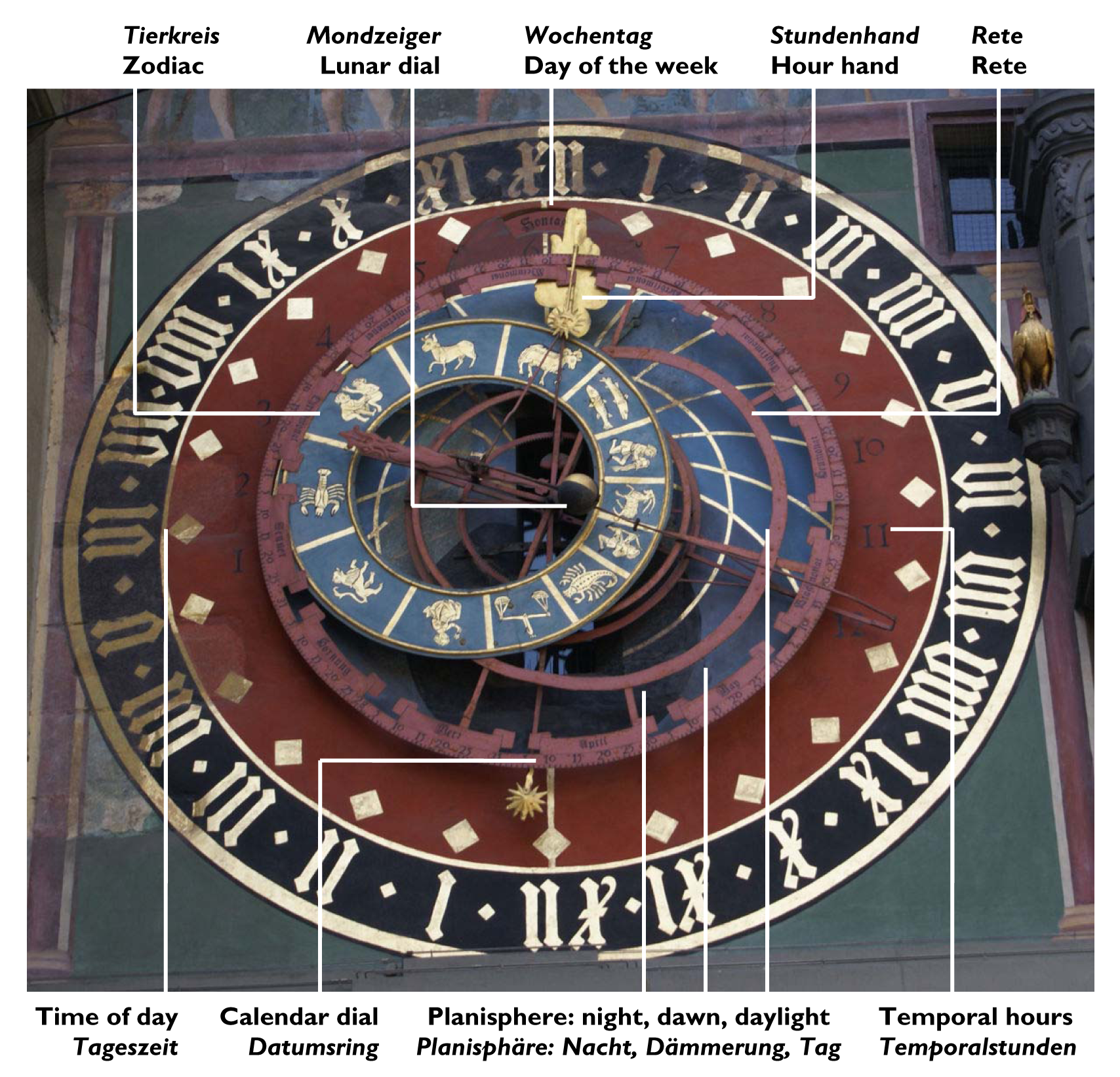
A csillagászati kijelző

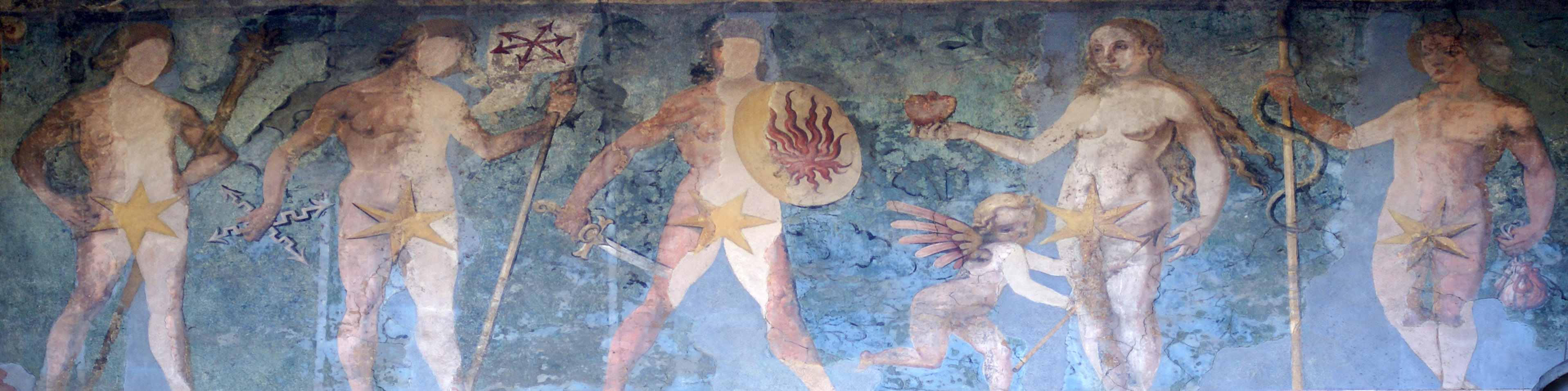
A frízen Saturnus, Jupiter, Mars, Cupido, Venus és Mercurius láthatóak.

A csillagászati óra számlapja az asztrolábium alakját követi. Hátterét Naprendszerünk sztereografikus vetülete alkotja három részre osztva: a fekete éj, a mélykék hajnal és a világoskék nappal. Az égboltokat keresztül-kasul szelik a horizont, a hajnal, a Ráktérítő, a Baktérítő és az órák aranyozott vonalai. Utóbbiak osztják fel a nappalt 12 órára, melyeknek hossza a dátumtól függően változik.
A Naprendszer körül forog a rete, egy áttört fémlemez, ami a csillagjegyeket jelképezi és egy julián naptárat is tartalmaz. A rete feletti kijelző a hét napját mutatja. Mivel a szökőéveket nem támogatja az óramű, a naptárat minden szökőév február 29-én kézzel kell átállítani.
A holdkijelző a zodiákus belső gyűrűje körül kering és mutatja a hold fázisait. Az óra fő mutatója jelzi a külső gyűrű kétszer tizenkét római számjegyes gyűrűjén, hogy hány óra van. Kétszer is szerepel rajta a Nap. A kisebbik Nap-ábrázolás jelzi a dátumot a rete naptárlapján. A nagyobbik a csillagjegyek körül kering körbe évente egy fordulatot megtéve, továbbá naponta egyszer átkering a Naprendszer-ábrázoláson. Amikor átlépi a horizont- illetve a hajnalvonalakat naponta kétszer, meghatározható a napfelkelte, az alkonyat, a pirkadat és a naplemente időpontja.
A csillagászati óra feletti festett fríz öt antik istenséget ábrázol, melyek mindegyike a hét egy-egy napját jelképezi a geocentrikus ptolemaioszi rendszer szerint. Balról jobbra: Saturnus kezében buzogánnyal (szombat), Jupiter villámokkal (csütörtök), Mars karddal és pajzzsal (kedd), Cupidóval az oldalán szerepel Venus (péntek) majd Mercurius zárja a sort bottal és zsákkal (szerda). A teljes festményt restaurálták 1983-ban. Csak a matt részeken látható az eredeti festékréteg.

## Óramű

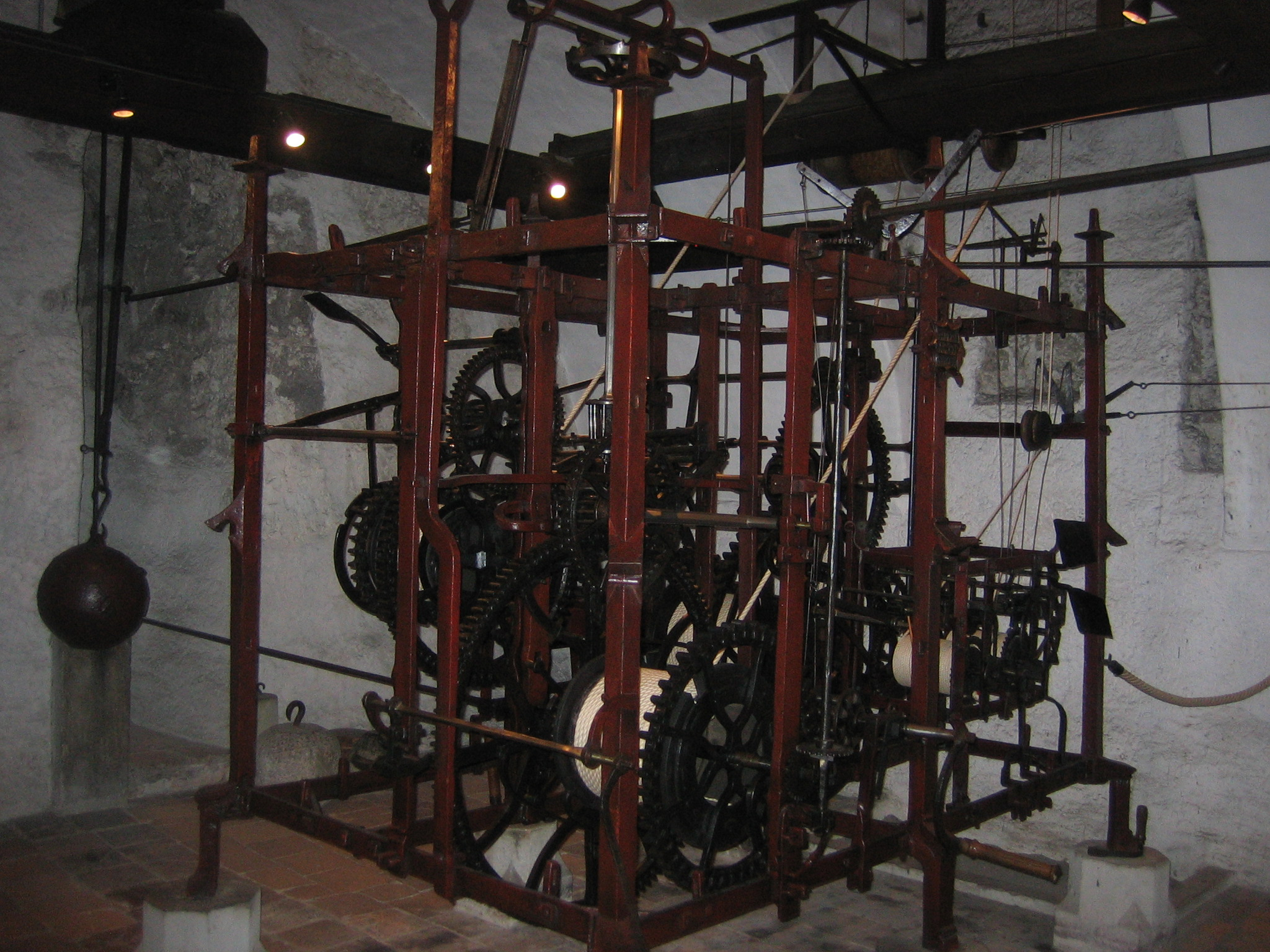
1530-ban készítette Kaspar Brunner az óraművet, ami még 2012-ben is működőképes. A bal oldalon látható az „ágyúgolyóinga”.

Egy új harang telepítéséről szóló 1405-ös dokumentum említi először óraművet a toronyban.
A számlap Bellwald szerint vagy az 1405-ös építkezésre vagy az 1467-83 közötti renoválásra datálható. Hofer szerint a Brunner-óramű építésekor, az 1527-30 intervallumban készülhetett. Bellwald megemlíti, hogy az égbolt vetülete déli tájolású, ami a 15. századi csillagászati órákra jellemző; a későbbiekben készült ilyen órákban az északi vetületet alkalmazzák. Ez megerősíteni látszik a csillagászati óra 1405-ös illetve 1467-84 időszakra datálását.
1438-as városi iratok tanúskodnak az óramű javításáról. 1443-ban említik először a kijelzőt. Az első ismert kép a korabeli (sokkal kisebb) asztrolábiumról egy ulmi utazó 1534-es naplójában található. Ugyanebben a forrásban megtalálható a harangozó figura is.
A tizenhatodik század elején több szakember is sikertelenül próbálta megjavítani az óraművet. Végül 1530-ban Kasper Brunner járt sikerrel, amiről a névtábla is tanúskodik. Ettől a mestertől egyetlen más óraművet sem ismerünk. A mű magját helyben készítették, a kovácsoláshoz használt tűzhely is a helyiségben maradt. Szokatlan módon a fő fogaskerekek minden egyes foga egyenként eltávolítható, azaz cserélhető, ha elkopik.
Eredetileg foliot volt az órában, mert 127 évvel az ingaóra feltalálása előtt építették. Pierre Angely francia órás ingás szerkezetté alakította át 1686-88 között, ezzel lényegesen pontosabbá téve azt. Feltehetően ekkor készült az inga egy újrahasznosított ágyúgolyóból, ami a 21. században is üzemel még. Az inga rögzítése fémrugó helyett bőrből készült. Az ingát kézzel löki meg naponta egyszer a Zytgloggenrichter.

## Belső
A Zytglogge belső kiépítése, elrendezése attól függően változott, hogy éppen mire használták. A 13. századi őrtoronyból idővel börtön lett, később a börtönből óratorony. A kezdeti őrtorony jóformán csak a falakból állt és a város felé néző keleti oldala nyitott volt. A 14. században építették át négyemeletesre.
Az óramű feletti helyiségeket a város vezetése a 20. századig használta archívumként, raktárként, tűzraktárként és még légvédelmi bunkerként is. Gyakran átépítették a torony belsejét, például három kivételével minden fagerendát eltávolítottak, amik az emeleteket tartották. 1979 óta a torony belseje újra üres. Csak a rendszeres idegenvezetésekkor illetve karbantartási okokból lépnek be.

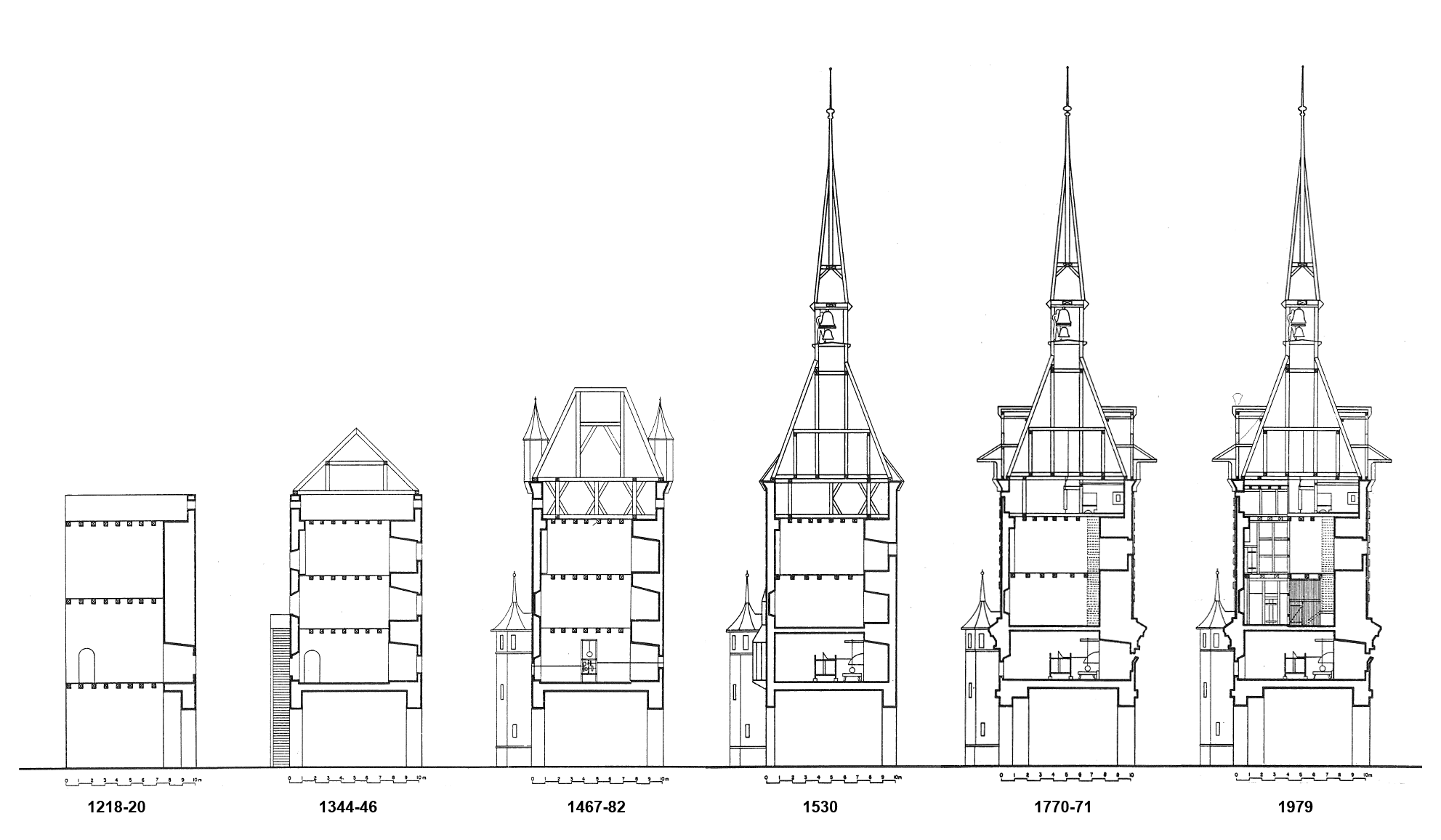
A Zytglogge kelet-nyugati keresztmetszete a jelentősebb építési fázisok után